# Denemarken op het Eurovisiesongfestival 2013

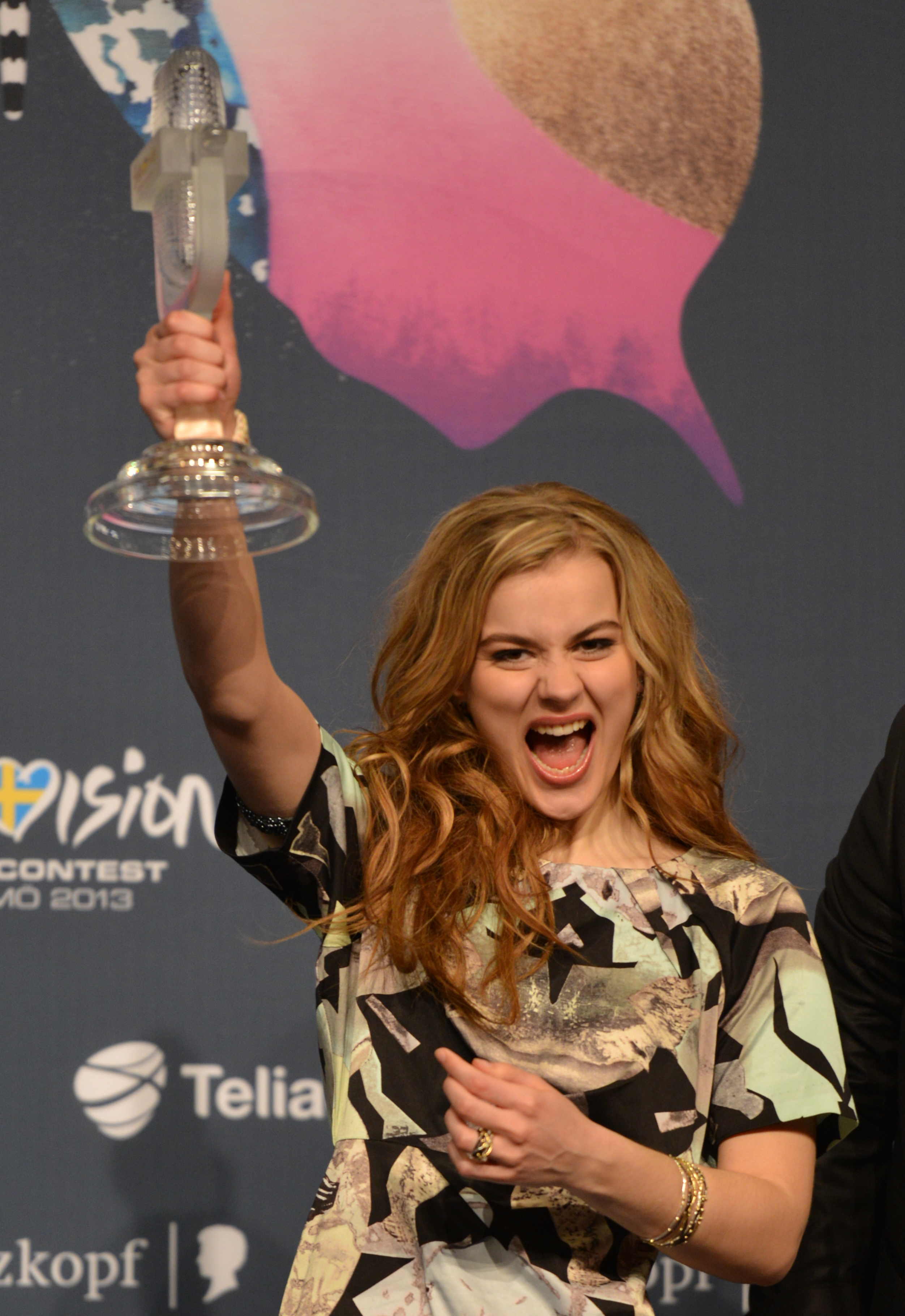
Emmelie de Forest tijdens de winnaars persconferentie in Malmö.

Denemarken nam deel aan het Eurovisiesongfestival 2013 in Malmö en won met de inzending Only teardrops van Emmelie de Forest het festival. Het was de 42ste deelname van het land op het Eurovisiesongfestival. DR was verantwoordelijk voor de Deense bijdrage voor de editie van 2013.

## Selectieprocedure
Op 28 mei 2012, twee dagen na afloop van het Eurovisiesongfestival 2012, maakte de Deense openbare omroep bekend ook te zullen deelnemen aan de volgende editie van het festival. De selectieprocedure kende hetzelfde stramien als de voorbije jaren. Geïnteresseerden kregen tot 24 september 2012 de tijd om een nummer in te zenden. Bij het sluiten van de inschrijvingen had DR 692 inzendingen ontvangen, het hoogste aantal voor het Scandinavische land sedert 2009. Een jury koos hieruit zes nummers die mochten deelnemen aan Dansk Melodi Grand Prix 2013. De Deense openbare omroep nodigde ook enkele artiesten zelf uit om deel te nemen aan de nationale preselectie.
Op 4 oktober 2012 maakte de staatsomroep bekend dat Dansk Melodi Grand Prix 2013 zou worden gehouden in de Jyske Bank Boxen in Herning. Er was plaats voor 15.000 toeschouwers. Lise Rønne, Louise Wolff en Sofie Lassen-Kahlke presenteerden de show. De vakjury bestond uit Kato, Lis Sørensen, Cutfather, Maria Lucia en Jørgen de Mylius. Uiteindelijk haalden Emmelie de Forest, Suriya en Mohamed Ali de superfinale, waarin eerstgenoemde aan het langste eind trok. Zij mocht aldus Denemarken vertegenwoordigen op het Eurovisiesongfestival 2013 in buurland Zweden.

## Uitslagen
| Volgorde | Artiest                   | Lied                         |
| -------- | ------------------------- | ---------------------------- |
| 1        | Frederikke Vedel          | Jeg har hele tiden vidst det |
| 2        | Niels Brinck              | Human                        |
| 3        | Kate Hall                 | I'm not alone                |
| 4        | Louise Dubiel             | Rejs dig op                  |
| 5        | Daze                      | We own the universe          |
| 6        | Simone                    | Stay awake                   |
| 7        | Jack Rowan feat. Sam Gray | Invincible                   |
| 8        | Emmelie de Forest         | Only teardrops               |
| 9        | Albin                     | Beautiful to me              |
| 10       | Mohamed Ali               | Unbreakable                  |

Superfinale
| Plaats | Artiest           | Lied           | Punten |
| ------ | ----------------- | -------------- | ------ |
| 1      | Emmelie de Forest | Only teardrops | 26     |
| 2      | Mohamed Ali       | Unbreakable    | 19     |
| 3      | Simone            | Stay awake     | 15     |

## In Malmö
Voor de verdeling van de halvefinalisten over twee halve finales werd net als voorgaande jaren gebruikgemaakt van een potindeling. Landen die in het verleden vaak op elkaar stemden, werden in dezelfde groep geplaatst. Uit elke groep gingen drie landen naar de eerste halve finale, de rest naar de tweede halve finale. Denemarken en Noorwegen zaten niet in een van de zes potten, aangezien zij al voor de uiteindelijke verdeling werden ingedeeld in respectievelijk de eerste en de tweede halve finale, om te vermijden dat tijdens één halve finale alle tickets zouden opgeëist worden door de twee Zweedse buurlanden.
De 58e editie van het Eurovisiesongfestival werd gewonnen door Denemarken. Emmelie de Forest wist in totaal 281 punten binnen te halen, na ook de eerste plaats te hebben gehaald in de halve finale. Het was de derde Deense zege op het songfestival, nadat het land ook in 1963 en 2000 al gewonnen had.

### Gekregen punten

#### Halve Finale 1
| 12 punten                                                                             | 10 punten          | 8 punten                                                | 7 punten   | 6 punten            |
| ------------------------------------------------------------------------------------- | ------------------ | ------------------------------------------------------- | ---------- | ------------------- |
| - Estland - Ierland - Kroatië - Nederland - Oostenrijk - Verenigd Koninkrijk - Zweden | - België - Rusland | - Cyprus - Montenegro - Servië - Slovenië - Wit-Rusland | - Moldavië | - Italië - Litouwen |
| 5 punten                                                                              | 4 punten           | 3 punten                                                | 2 punten   | 1 punt              |
|                                                                                       | - Oekraïne         |                                                         |            |                     |

#### Finale
| 12 punten                                                                                            | 10 punten                                                                    | 8 punten                    | 7 punten                                               | 6 punten                                |
| --- | ---------------------------------------------------------------------------- | --------------------------- | ------------------------------------------------------ | --------------------------------------- |
| - Frankrijk - Ierland - IJsland - Italië - Noord-Macedonië - Servië - Slovenië - Verenigd Koninkrijk | - België - Duitsland - Hongarije - Kroatië - Montenegro - Nederland - Zweden | - Estland - Israël - Spanje | - Cyprus - Finland - Georgië - Griekenland - Noorwegen | - Letland - Malta - Moldavië - Roemenië |
| 5 punten                                                                                             | 4 punten                                                                     | 3 punten                    | 2 punten                                               | 1 punt                                  |
| - Azerbeidzjan - Oekraïne - Oostenrijk                                                               | - Armenië - Rusland                                                          | - Zwitserland               | - Bulgarije - Litouwen                                 | - Albanië - Wit-Rusland                 |

### Punten gegeven door Denemarken

#### Halve Finale 1
Punten gegeven in de halve finale:
| 12 punten | Rusland    |
| 10 punten | Nederland  |
| 8 punten  | Oekraïne   |
| 7 punten  | België     |
| 6 punten  | Moldavië   |
| 5 punten  | Montenegro |
| 4 punten  | Oostenrijk |
| 3 punten  | Ierland    |
| 2 punten  | Litouwen   |
| 1 punt    | Estland    |

#### Finale
Punten gegeven in de finale:
| 12 punten | Noorwegen   |
| 10 punten | Nederland   |
| 8 punten  | Zweden      |
| 7 punten  | Rusland     |
| 6 punten  | Griekenland |
| 5 punten  | België      |
| 4 punten  | Malta       |
| 3 punten  | Oekraïne    |
| 2 punten  | Finland     |
| 1 punt    | IJsland     |

1957 · 1958 · 1959 · 1960 · 1961 · 1962 · 1963 · 1964 · 1965 · 1966 · 1967-1977 · 1978 · 1979 · 1980 · 1981 · 1982 · 1983 · 1984 · 1985 · 1986 · 1987 · 1988 · 1989 · 1990 · 1991 · 1992 · 1993 · 1994 · 1995 · 1996 · 1997 · 1998 · 1999 · 2000 · 2001 · 2002 · 2003 · 2004 · 2005 · 2006 · 2007 · 2008 · 2009 · 2010 · 2011 · 2012 · 2013 · 2014 · 2015 · 2016 · 2017 · 2018 · 2019 · 2020 · 2021 · 2022 · 2023 · 2024 · 2025
Albanië · Armenië · Azerbeidzjan · België · Bulgarije ·  Cyprus · Denemarken · Duitsland · Estland · Finland · Frankrijk · Georgië · Griekenland · Hongarije · Ierland · IJsland · Israël · Italië ·  Kroatië · Letland · Litouwen · Macedonië · Malta · Moldavië · Montenegro · Nederland · Noorwegen · Oekraïne · Oostenrijk · Roemenië · Rusland · San Marino · Servië · Slovenië · Spanje · Verenigd Koninkrijk · Wit-Rusland · Zweden · Zwitserland